# 花亭湖
花亭湖即花凉亭水库，位于中国安徽省安庆市太湖县，是以防洪、灌溉为主，结合发电、供水、养殖、航运、旅游等功能的大（一）型水库。花亭湖是国家重点风景名胜区、国家4A级旅游景区、国家水利风景区、全国农业旅游示范点、全省农家乐旅游示范点。
花凉亭水库始建于1958年，1962年停工缓建，1970年复工，1976年主体工程基本竣工，部份未完工程于2001年建成。 2009年10月26日总投资2.1亿的除险加固工程正式开工，工期23个月。
水库灌溉宿松、望江、怀宁、太湖四县，设计灌溉面积达105万亩。